# Municipio de Marshville
El municipio de Marshville (en inglés: Marshville Township) es un municipio ubicado en el  condado de Union en el estado estadounidense de Carolina del Norte. En el año 2010 tenía una población de 8.523 habitantes.

## Geografía
El municipio de Marshville se encuentra ubicado en las coordenadas 34°59′5.55″N 80°22′12.23″O / 34.9848750, -80.3700639.